# Martin Heidegger und der Nationalsozialismus (Doxographie)

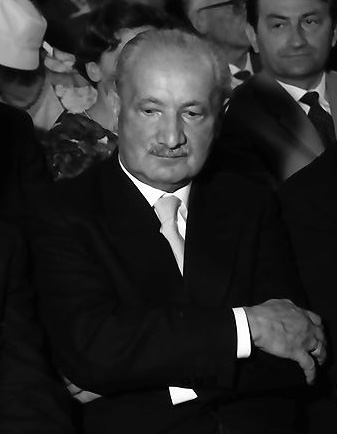
Martin Heidegger (1960)

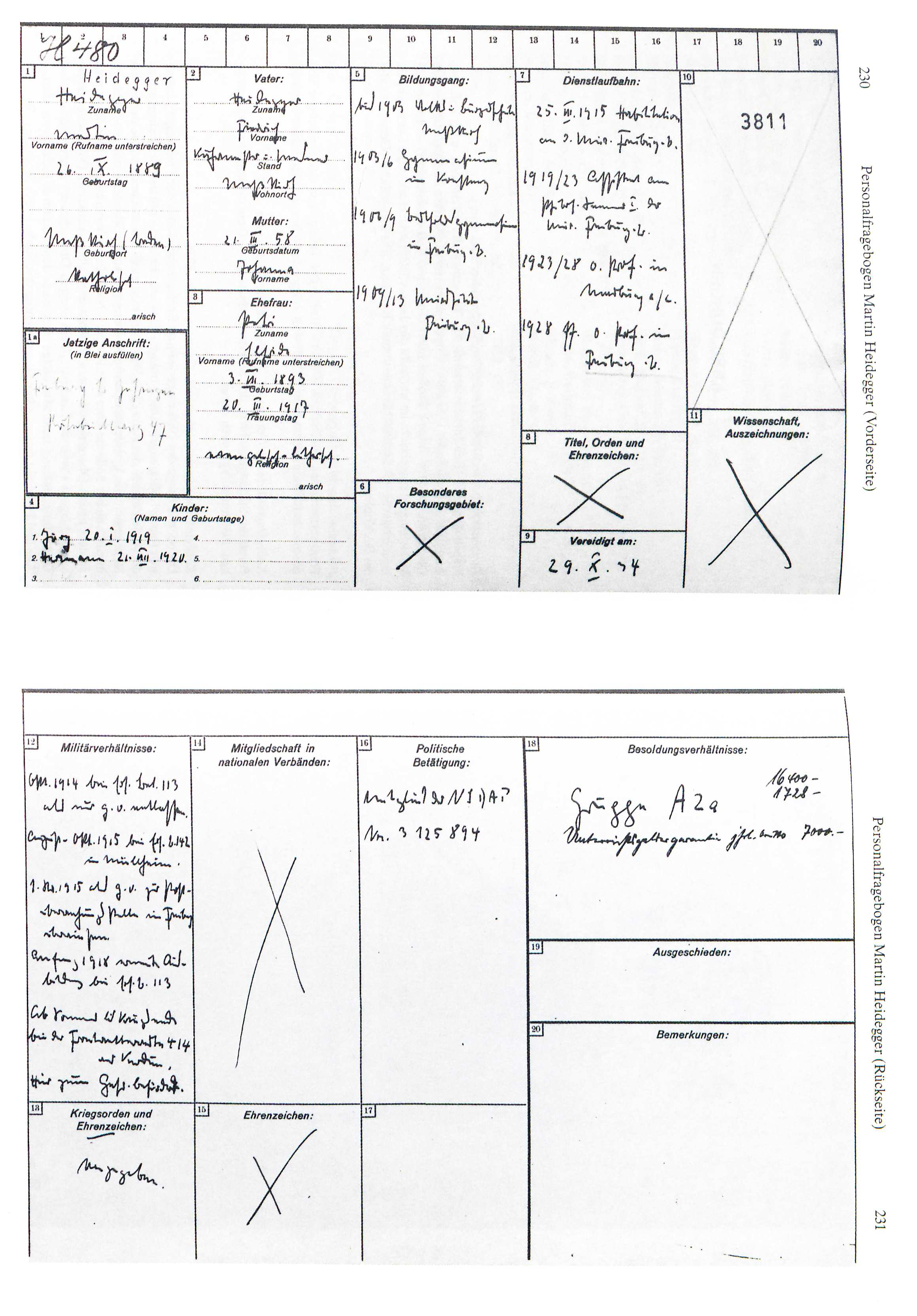
Personalbogen (1935)

Diese Doxographie (auch: Quellenrepertorium) zur Seite Martin Heidegger und der Nationalsozialismus ist eine Ergänzung des genannten Lemmas. Sie ist strikt nach Themen – Schlagworten – aufgebaut, mit internen Links verbunden, die nur von der Hauptseite auf diese Seite gehen (mit Ausnahme des einen Links hier im Intro).
Das inzwischen beachtlich angewachsene Material der Zitate der Sekundärliteratur, das zu einer enzyklopädisch ausgewogenen Darstellung des Themas Heidegger und der Nationalsozialismus erforderlich ist, wird hier durch eine Auswahl abgebildet, die dem Überblick der Hauptseite ein größeres Spektrum an Forschermeinungen hinzufügt. Es werden potentiell Quellen des Zeitraumes von 1916 bis zur Gegenwart dokumentiert. Der rein dokumentarische Charakter schließt jede Formulierung aus, die über kurze deskriptive Hinweise zu jedem Schlagwort hinausgeht.
Nach jedem Schlagwort werden die Namen der Forscher aufgelistet, von Zitaten („Snippet View“, ca. 1–10 Zeilen) gefolgt. Die Reihenfolge der Listung der Schlagworte und der Namen ist alphabetisch. Um die Proportionalität zu wahren, sind maximal ca. zehn repräsentative Zitate zu jedem Thema zulässig.
Die Schlagworte sind reine Suchbegriffe zu den Themen der Debatte und implizieren keine Wertung. So wird beispielsweise mit dem Schlagwort „Antisemitismus“ ein solcher im Fall von Martin Heidegger weder behauptet noch bestritten.

## Schlagwortkatalog

### Antisemitismus

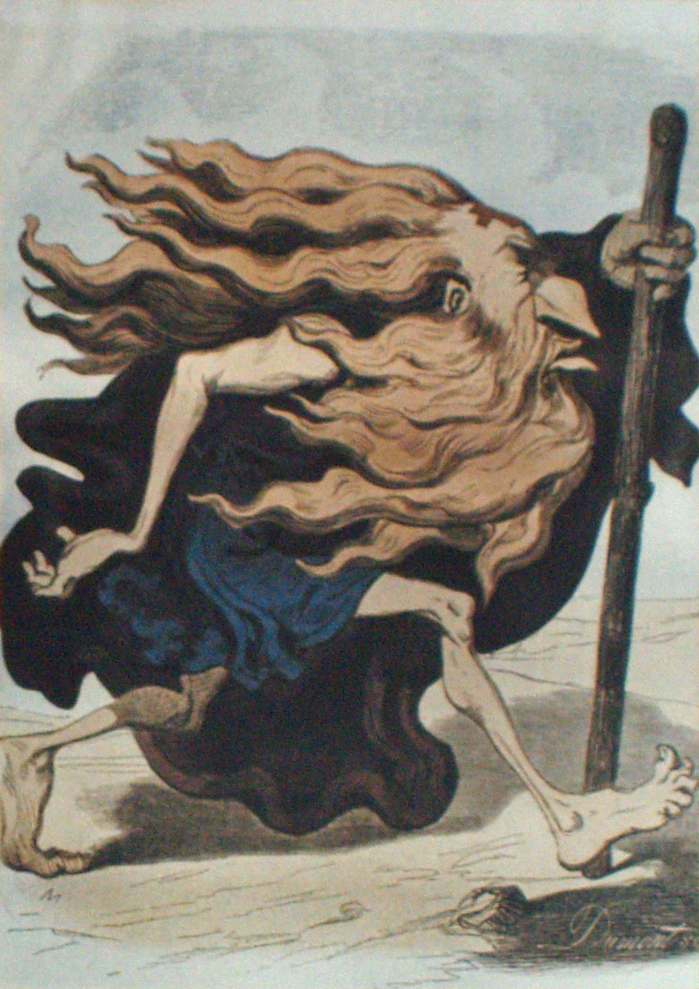
Der wandernde Ewige Jude, farbiger Holzschnitt von Gustave Doré, 1852, Reproduktion in einer Ausstellung in Yad Vashem, 2007

#### Vor 1933
1. Toni Cassirer: Mein Leben mit Ernst Cassirer, S. 157, anlässlich des Treffens in Davos, 1929, über Heidegger:
„Auch seine Neigung zum Antisemitismus war uns nicht fremd.“
Das Urteil ist umstritten, da es von 1948 stammt und vor Davos nur Ernst Cassirer, nicht aber Toni schon Heidegger kannte.
- Beda Allemann spricht vom „Bild, das das Ehepaar Cassirer sich schon vor der persönlichen Begegnung im Jahre 1929 von Heidegger machte.“[2]
- Massimo Ferrari: „Nicht weniger bezeichnend ist auch das Zeugnis der Ehefrau Cassirers (…): eine Abneigung, die sich aus antisemitischen Ressentiments speiste und aufgrund derer, kommentierte Toni Cassirer bitter, seine künftige Rolle als 'erster nationalsozialistischer Rektor' nicht mehr erstaunen konnte.“[3]
- Wolfgang Müller Funk, mit dem Verweis auf die Textstelle von T. Cassirer: Heideggers „Hinwendung zum Nationalsozialismus“ habe „sich freilich schon in seinem Antisemitismus“ angekündigt.[4]
- Peter Gordon: „Gleichermaßen waren Heideggers persönliche Gefühle zu Cassirer nicht unverdächtig: In ihren Erinnerungen von 1948 beschreibt Toni Cassirer die von ihr und Ernst geteilte Auffassung der Tage, die der Davoser Konferenz vorausgingen: (folgen Zitate 1 u. 2 von T. Cassirer)“, 2. ist das o. a. („Nor were Heidegger’s personal feelings towards Cassirer above suspicion: In her 1948 memoirs, Toni Cassirer described her and Ernst’s shared apprehension in the days preceding the Davos conference: (Zitat 1 u. 2)“. Zusatz: “…this rather casual reference to his personal prejudices should not appear at all surprising.”[5]
- Hugo Ott: Toni Cassirer habe Heideggers Neigung „gespürt“.[6]
- Maria Robaszkiewicz: „Heideggers Antisemitismus erwähnt auch die Frau von Ernst Cassirer, Toni, vgl. T. Cassirer, Mein Leben mit Ernst Cassirer, Meiner, Hamburg 2003, S. 187.“[7]
- Ernst Vollrath, 1990: „Im gesamten veröffentlichten Werk von Heidegger findet sich nicht die geringste Spur von Antisemitismus. Toni Cassirer konnte sich allerdings die ungehobelte Radikalität, mit der Heidegger sich bei den Davoser Hochschultagen 1929 von der akademischen Vornehmheit Ernst Cassirers absetzte, später nur durch Heideggers Antisemitismus erklären. Auch Edmund Husserl glaubte, die Entfremdung Heideggers von ihm und seinem Denken mit einem ‚in den letzten Jahren … immer stärker zum Ausdruck kommenden Antisemitismus‘ in Verbindung bringen zu können. Das ist als Beleg zu wenig, zumal intellektuelle Auseinander- und Absetzungen bei der gesellschaftlichen Unsicherheit Heideggers leicht in Taktlosigkeit ausarteten. Dagegen spricht die große Zahl seiner jüdischen Schüler“.[8]

2. Karl Jaspers, der mit einer jüdischen Frau verheiratet war, in seinem Gutachten vom Dezember 1945:
- Heidegger sei „1933 wenigstens in gewissen Zusammenhängen Antisemit geworden“. Bis dahin sei es anders gewesen: „Er hat in dieser Frage nicht nur Zurückhaltung geübt. Das schließt nicht aus, daß ihm, wie ich annehmen muß, in anderen Fällen der Antisemitismus gegen sein Gewissen und seinen Geschmack ging“.[9]
- Auch habe Heidegger „auf heikle Fragen“ nichts oder „ungenau“ geantwortet, so Jaspers.[10]

#### Zur Frage des Antisemitismus, Einschätzungen vor 2014
- Hugo Ott: „Eines dürfte sicher sein: wenn Heidegger einem Antisemitismus huldigte, dann sicher nicht auf der Basis der primitiven rassenbiologischen Ideologie von Hitlers Mein Kampf oder Rosenbergs Weltanschauung oder Streichers Eskapaden. Dafür war Heidegger zu kultiviert.[11]
- Bernd Martin: Antisemitische Äußerungen oder Bekenntnisse zur deutschen Rasse seien von Heidegger „ganz im Gegensatz zu den meisten seiner Rektoren-Kollegen“ zumindest in der Öffentlichkeit nicht gefallen.[12]
- Die Stellungnahme von Hans Jonas, einst Schüler von Heidegger: „Viele dieser jungen Heidegger-Adoranten, die von weither kamen, darunter einige aus Königsberg, waren – und das kann, obwohl ich keine Erklärung dafür habe, kein purer Zufall gewesen sein – junge Juden. Diese Affinität war aber wohl eher einseitig. Ich weiß nicht, ob es Heidegger so ganz behaglich war, dass gerade junge Juden zu ihm strömten, aber er war an sich ganz und gar apolitisch.“ (Hans Jonas: Erinnerungen. Nach Gesprächen mit Rachel Salamander. Insel Verlag, Frankfurt am Main 2003, S. 108–109)
- Für Rüdiger Safranski – bis zur Publikation der „Schwarzen Hefte“ – war Heidegger kein Antisemit im NS-Sinne: „Er war es nicht im Sinne des ideologischen Wahnsystems der Nationalsozialisten. Denn auffällig ist, daß sich weder in den Vorlesungen und den philosophischen Schriften noch in den politischen Reden und Pamphleten antisemitische, rassistische Bemerkungen finden.“[13]
- Philippe Lacoue-Labarthe im Jahr 1990: „Heidegger hat den Nazismus überschätzt, und möglicherweise unter Gewinn und Verlust verzeichnet, was bereits vor 33 sich ankündigte, und wogegen er gleichwohl Widerstand bewies: den Antisemitismus, die Ideologie (‚Politische Wissenschaft‘), die Gewalttätigkeit.“[14]

#### Zur Frage des Antisemitismus, Zitate seit 2014 (Publikation derSchwarzen Hefte)
- Christian Geulen: „Das eigentliche Merkmal dieses heideggerschen Antisemitismus liegt nicht so sehr in den Inhalten dieser Aussagen. Auch wenn sie sich zum Teil wörtlich in den Hetzreden der NS-Größen wiederfinden lassen (…). Das Fatale dieses rassistischen Antisemitismus“ ist „die Abstrahierung des Judentums zu einem bloßen Gegenprinzip, zum Gespenst einer bloßen Gegenrasse“.[15]
- Lutz Hachmeister kommt zu dem Schluss, dass Heidegger „sicher auf eine gewisse Weise Antisemit“ war, fügt jedoch hinzu: „aber man muss sagen, wie 70 Prozent seiner Professorenkollegen zu der Zeit, seiner bürgerlichen Professorenkollegen. Dieses Thema der Überfüllung von intellektuellen Berufen mit Juden war ein starkes Thema unter deutschen Konservativen und völkisch eingestellten Professoren, Gelehrten, und da war er nicht alleine“; Lutz Hachmeister im Deutschlandradio, 12. März 2014[16]
- Jaehoon Lee: „Wer ist das Dasein? Die Schwarzen Hefte sind das Zeugnis dafür, dass diese Frage keine philosophische, sondern eine politische und judenfeindliche Frage ist.“[17]
- Dieter Thomä: „Bis zur Veröffentlichung der Schwarzen Hefte gab es aber kaum Belege dafür, dass Heidegger in seinen philosophischen – und auch politischen – Texten die antisemitische Karte zieht; von einigen suspekten Stellen wird später noch die Rede sein. Erst in diesen Heften wird der Antisemitismus zum innersten Bestandteil philosophischer Überlegungen. (…) Heidegger legt in den Schwarzen Heften seine Maske ab.“[18]
- Gaëtan Pégny: „die Schwarzen Hefte verdeutlichen, wenn es denn noch sein muss, den allgemeinen Antisemitismus des heideggerschen 'Denkens’ und seine architektonische Rolle.“[19]

#### Biologismus
- J. A. Barash: „Im Laufe der Jahre 1933–1934, in Vom Wesen der Wahrheit, bemüht sich Heidegger, seine eigenen Vorstellungen von „Rasse“ (Rasse, Stamm, Geschlecht, Art) sorgfältig von den Ideen zu unterscheiden, die er 'liberale Biologie' nennt. Unter ‚liberaler Biologie‘ versteht er vor allem Darwins Evolutionstheorie. Er kritisiert deren biologische Prinzipien, weil man in ihnen die Vorurteile des englischen Liberalismus und Positivismus aus dessen Zeitalter wiederfindet. Aber er bezieht ganz deutlich in seine Kritik Darwins jenen Darwinismus ein, der von den Ideologen der arischen Rassentheorie modifiziert worden ist. Er greift ausdrücklich die Apologeten des Nationalsozialismus an, vor allem den Romanschriftsteller und Essayisten Erwin Guido Kolbenheyer (1878–1962), der die Ideologie der arischen (oder nordischen) Rasse zum Verständnis der politischen Wirklichkeit der Zeitepoche anwendet. (…) Mir scheint, dass wenn man Heidegger auf die gleiche ideologische Ebene wie Fischer, Günther oder gar Bäumler und Rosenberg stellt, dass man dann gewisse wesentliche Nuancen verwischt.“[20]
- Rüdiger Safranski: Heidegger habe seine frühe Philosophie auf den Nationalsozialismus „projiziert“ und „sich seinen eigenen Nationalsozialismus zurechtgelegt“. Später habe er sein Verhältnis zum Nationalsozialismus grundlegend geändert und in diesem nicht mehr einen möglichen Widerstand zur Moderne entdeckt, sondern ihn als deren konsequentesten Ausdruck gesehen: technische Raserei, Herrschaft und Organisation, totale Mobilisierung. Heidegger habe ebenso die Bedrohung betonen wollen, die vom Biologismus ausgehe, und den real existierenden Nationalsozialismus als Verrat an der Revolution – die eine metaphysische, keine politische sein sollte – verstanden.[21]

#### Blut und Boden (Blubo)
- Mark Lilla: „Vor zehn Jahren tauchte ein Brief Heideggers aus dem Jahr 1929 auf, in dem er meint, Deutschland brauche mehr Gelehrte, die in seinem  »Boden« verwurzelt seien“, in: Briefwechsel 1920–1963, Frankfurt a. M. 1990, S. 155.[22]
- Meike Siegfried, 2010: „Dokumente aus der Rektoratszeit legen jedoch offen, dass Heidegger mitunter nicht davor zurückscheute, sich der Sprache einer primitiven 'Blut-und-Boden'-Ideologie zu bedienen: In der Rektoratsrede spricht er von den 'erd- und bluthaften Kräften' (GA 16, 112), und in einer Stellungnahme zur Philosophie Hönigswalds setzt er der Vorstellung des Menschen als 'freischwebenden Bewusstsein' seine Herkunft aus 'Boden und Blut’ (GA 16, 132) entgegen. In der Rede anlässlich des Jubiläums des Instituts für pathologische Anatomie an der Universität Freiburg behauptet Heidegger, dass jedes Volk 'die erste Gewähr seiner Echtheit und Größe in seinem Blut, seinem Boden und seinem leiblichen Wachstum' habe.“[23]
- Peter Trawny: „Heidegger bezweifelt nicht die biologische Bedeutung des Begriffs. ‚Rasse‘ sei nicht nur Rassisches als das Blutmäßige. Dass es dieses ‚Blutmäßige‘ gibt, wird nicht in Frage gestellt. (…) Genauso wie Heidegger mit dem Begriff der ‚Rasse‘ umgeht, nämlich seine positive Bedeutung anzuerkennen, um sie einzuschränken (…), behandelt er auch das Ideologem von ‚Blut und Boden‘. ‚Blut und Boden‘ seien ‚zwar mächtig und notwendig, aber nicht hinreichende Bedingung für das Dasein des Volkes‘.“[24]

#### „Verjudung“
(im Schreiben an Victor Schwoerer, stellvertretender Präsident der Notgemeinschaft der deutschen Wissenschaft)
- Julian Young: Der „Fokus eines solchen Antisemitismus“ sei darauf gerichtet, die „Modernisierung des Universitätslebens zu verhindern“.[25]
- Ernst Nolte: das Wort sei ein Synonym für „Internationalismus“.[26]
- Heinrich Wiegand Petzet spricht von der Fremdheit, die Heidegger gegenüber „jenem mondänen Geist jüdischer Kreise, der in den Großstädten des Westens zu Hause ist“, empfand.[27]

#### Wagner-Erlass, Wacker-Erlass und das Gesetz zur Wiederherstellung des Berufsbeamtentums
1. Wagner-Bestimmung zur Entfernung von Juden aus dem öffentlichen Dienst wird am 5. April 1933 in der Karlsruher Zeitung publiziert (= öffentliche Bekanntmachung des Erlasses zur „Aufrechterhaltung der Sicherheit und Ordnung“, der am nächsten Tag – siehe Punkt 2 – als Erlass in Kraft trat): 34953[28]
2. Wagner-Erlass I des 6. April 1933 („Badische Judengesetze“): A 7642[29]
3. [Wagner-Erlass II des 6. April 1933 (Aufforderung zur Neuwahl der Senate): A 7723 – hier aufgelistet, um Verwechslungen mit A 7642 zu verhindern]
4. GWB: 7. April 1933
5. Anfrage vom 22. April 1933 an Wacker zur Prioritätsfrage des Wagner-Erlasses und des GWB: 3839
6. Wacker-Erlass an Heidegger (u. a.) vom 26. April 1933: A. 8833
7. Heideggers Beschluss („Rundbrief“) vom 28. April 1933: Nr. 4012

Zum Entscheidungsspielraum beim Beschluss Nr. 4012
- Manfred Geier: „Er war sich vor allem unsicher, wie er sich zu der 'Säuberung' der Universität von ihren jüdischen Mitgliedern verhalten sollte, die am 5. April 1933 mit dem 'Badischen Judenerlass’ (…) eingeleitet worden war. (…) Denn einerseits wollte Heidegger international anerkannte wissenschaftliche Kräfte an der Universität halten, um ihren Ruf nicht zu gefährden. (…) Doch andererseits nutzte er auch Gelegenheiten zur Denunziation von Kollegen...“[30]
- Holger Zaborowski: „Geht es Heidegger (…) tatsächlich um ein erfolgreiches Eintreten für 'bedrohte Kollegen' oder will er damit einfach die Durchführung des badischen Erlasses 7642, aufgrund dessen u. a. auch Heideggers Lehrer Edmund Husserl beurlaubt wurde, beschleunigen und unterstützen?“[31]

 Zum Gesetz zur Wiederherstellung des Berufsbeamtentums GWB
- Julia Meier: „Nach dem Rücktritt von Möllendorffs wurde am 21. April 1933 der Philosoph Martin Heidegger vom Senat zum Rektor gewählt. Heideggers Einstellung zum Nationalsozialismus ist nach wie vor sehr umstritten. Sicherlich handelte er in der Zeit seines Rektorats in vielerlei Hinsicht im Sinne der Nationalsozialisten und vertrat viele Aspekte der nationalsozialistischen Weltanschauung. Umso überraschender ist deswegen sein Handeln in Bezug zur Durchführung des GWB. Er 'wollte die Gemeinschaft aller Lehrenden und Lernenden, ungeachtet ihrer rassischen Herkunft oder politischen Verstrickungen, in die revolutionär-idealistische Umgestaltung der Volksgemeinschaft als Elite einbinden und der nationalen Revolution der Nationalsozialisten […] einen geistigen Sinn geben.' Deshalb war er größtenteils gegen die Entlassungen nach dem GWB und setzte sich für die jeweiligen Universitätsmitglieder ein. Er führte das GWB nach und nach durch, bediente sich wie auch die anderen beiden badischen Hochschulen der Ausnahmebestimmungen des § 3 und versuchte, vor allem für angesehene Universitätsmitglieder, Ausnahmeregelungen beim Ministerium durchzusetzen. Privatdozenten und Assistenten konnten sich jedoch kaum auf Heideggers Unterstützung verlassen und wurden reihenweise entlassen“[32]

### Futurismus
1. Hannah Arendts Zitate dazu
- Hannah Arendt: „Wer außer Heidegger ist schon auf die Idee gekommen, in dem Nationalsozialismus ‘die Begegnung der planetarisch bestimmten Technik und des neuzeitlichen Menschen' zu sehen – es sei denn, er hätte statt Hitlers Mein Kampf einige Schriften der italienischen Futuristen gelesen, auf die sich der Faschismus im Unterschied zum Nationalsozialismus hie und da berufen hat.“ Martin Heidegger ist achtzig Jahre alt, S. 245. Vgl. auch: Bernd Martin (Hrsg.): Martin Heidegger und das ‚Dritte Reich‘. Darmstadt 1989, S. 142 f.
- „The contents of this error differed considerably from the 'errors’ that were then common. Who else but Heidegger came up with the idea that National Socialism was the 'encounter between planetarily determined technology and modern human beings’ — except perhaps those who read, instead of Hitler’s Mein Kampf, some of the Italian futurists’ writings, which fascism, in contrast to National Socialism, referred to here and there.“
- Maria Robaszkiewicz: „in der Ansprache zu dem 80. Geburtstag des Philosophen geht sie noch weiter und argumentiert, dass Heidegger von dem Wesen des Nationalsozialismus nicht viel verstanden haben mag, da er statt Mein Kampf weniger relevante und nur locker an die Ideologie gebundene ‚Bücher der italienischen Futuristen‘ las“, Übungen im politischen Denken: Hannah Arendts Schriften …[33]

2. Allgemein (zum Thema „Heidegger und Futurismus“)
- Don Ihde: Heidegger’s Technologies: Postphenomenological Perspectives. New York: Fordham University Press, 2010[34]
- Michael E. Zimmerman: Heidegger’s Confrontation with Modernity: Technology, Politics, Art. Indiana University Press, Bloomington 1990[35]

### „Die Geschichte des Seyns“ (1938–1940)
- Heidegger (erweitertes Zitat): „Umgekehrt, wo das Vorstellen nach Rassen und das Rechnen mit rassischen Kräften aufkommt, muß dies als Zeichen dafür gelten, daß das reine Machtwesen des Seins durch dieses selbst in die Seinsverlassenheit des Seienden losgelassen ist. Dies kennzeichnet aber das Zeitalter der Vollendung der Metaphysik. Die Rassenpflege ist eine notwendige Maßnahme, zu der das Ende der Neuzeit drängt. Ihr entspricht die schon im Wesen der »Kultur« vorgezeichnete Einspannung dieser in eine »Kulturpolitik«, die selbst nur Mittel der Machtermächtigung bleibt.“ GA 69, S. 223

### „Kampfgemeinschaft“ mit Jaspers

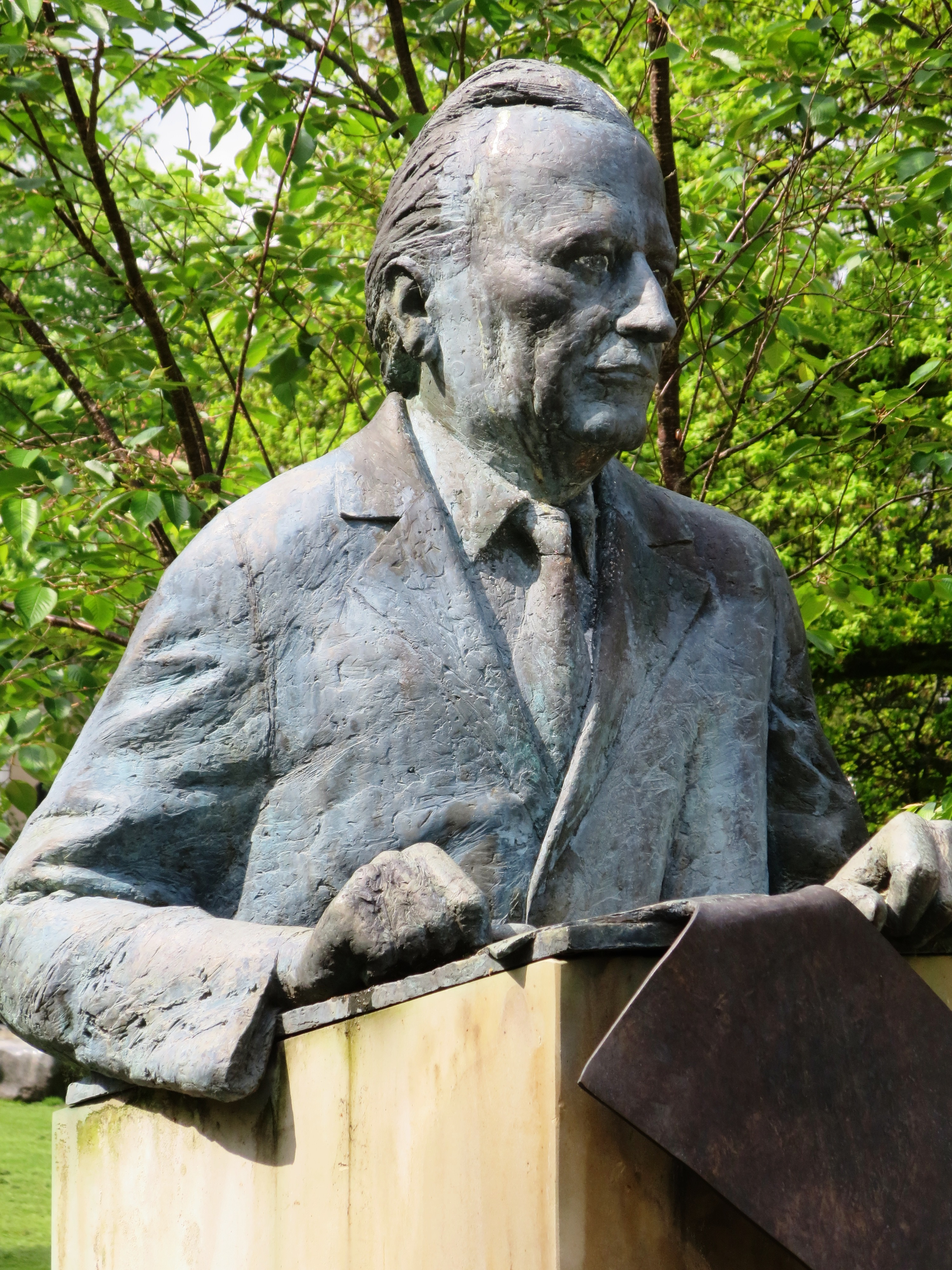
Büste von Karl Jaspers in Oldenburg

- Heidegger schrieb am 27. Juni 1922 in einem Brief an Jaspers über ein gemeinsames Philosophieren als „Bewusstsein einer seltenen und eigenständigen Kampfgemeinschaft“[36] im Sinne einer Revolte gegen die Professoren-Philosophie im Namen der Existenz,[37] In demselben Brief forderte er: Der Philosoph müsse „sich mit seinen Produkten in diese Kampfbasis prinzipieller Auseinandersetzung bis aufs Messer … stellen“.[38]
- Jaspers antwortete im Zeichen der Absage an die „Universitätsphilosophie“, er verspüre „nur den Impuls zu einer großen Gesamtabrechnung“.[39] Jedoch lud er Heidegger für ein paar Tage nach Heidelberg ein, um die „‚Kampfgemeinschaf‘ [zu] erproben und befestigen.“[40]
- Heidegger erwähnte den Begriff nochmal im November 1922, nach einem Besuch bei Jaspers: der „unsentimentale, herbe Schritt, mit dem eine Freundschaft auf uns zukam, die wachsende Gewißheit von einer auf beiden ‚Seiten‘ je ihrer selbst sicheren Kampfgemeinschaft“; ein Wort, das er „aus der Einsamkeit“ geschrieben habe: „Mitgedacht war die Auseinandersetzung mit der Gegenwart.“[41]
- Richard Wisser:[42] „Und auch die Gangart, die die philosophische Konkretion ihrer Freundschaft werden sollte, der öffentliche Erweis ihrer Kampfgenossenschaft und wohl auch das gemeinsame Dokument einer getrennt schon begonnenen Erneuerung der Philosophie, ist nicht wirklich in Gang gekommen. [Saner, Vorwort, 12] Und so stehen sich Heidegger und Jaspers als extreme Antipoden, sei es der ‚Philosophie‘, sei es eines das ‚Ende der Philosophie‘ ins Auge fassenden ‚Denkens‘, trotz des anfänglichen Gesprächskontaktes, über dessen Intensität Bekundungen im Briefwechsel Aufschluß geben, und so mancher Briefe, die im Laufe der Zeit und nachdem das direkte Gespräch eingestellt worden ist, gewechselt worden sind, mehr oder weniger unversöhnlich gegenüber.“
- Dominic Kaegi: Karl Jaspers teilte mit Heidegger die Auffassung der Universität als Stätte der Erziehung und Ausbildung einer „geistesaristokratischen Elite“.[43]

### Nationalsozialismus

#### vor 1933
- Emmanuel Faye: „Kurz: der öffentliche Anschluss Heideggers an den Nationalsozialismus 1933 ist nicht ein vorübergehendes, den Umständen geschuldetes Ereignis. Es ist die Vollendung einer ‚Prägung‘ und einer inneren Entwicklung, die weit zurück reicht und sich in seinen Texten selbst ausdrückt.“[44]
- Gerhard Ritter: Bei dem folgenden Text handelt es sich um die „Niederschrift auf Tonband aufgenommener Ausführungen von Prof. D. Dr. Gerhard Ritter anläßlich eines Besuches von Dr. Heiber in Freiburg am 22. Mai 1962“.[45]

H. (..) Noch eine Frage zu dem Gesagten. Sie sprachen vorhin davon, daß Heidegger und wohl auch Schadewaldt lange schon vor 33 als Nationalsozialisten bekannt gewesen waren ganz offiziell
R. Nein, Schadewaldt glaube ich nicht – –
H. Aber Heidegger?
R. Heidegger, ja.
- Kurt Bauch 1938 in einer Stellungnahme für den SD zu Heideggers Linientreue: „H. ist Frontkämper. Den ersten Völkischen Beobachter, den ich zu Gesicht bekam, hat mir H. auf seiner Hütte in die Hand gedrückt. Jahre vor der Machtübernahme. Schon damals stand er – und zwar nicht bloß platonisch – eindeutig auf dieser Seite wie das seiner philosophischen Stellung (abseits alles Materialismus und alles Spiritualismus) entsprechen mußte.“[46]

 Heideggers Philosophie und der Nationalsozialismus
- Laut Reinhold Aschenberg gibt es, weil Heideggers Denken in allen seinen Phasen schärfste Absage an jede Form des modernen Naturalismus ist, „in dieser wichtigen Frage nicht den kleinsten Berührungspunkt zwischen dem Gehalt dieses Denkens und der Ideologie des Nationalsozialismus“. Umso bestürzender sei „Heideggers Bereitschaft, die eigene Person und, was noch schlimmer ist, das Denken der Prostitution hinzugeben.“[47]
- V. Farias: Bis zum Tod habe Heidegger geglaubt, der Nationalsozialismus sei in die richtige Richtung gegangen. Dessen Versagen habe er auf mangelndes radikales Denken seiner Führer zurückgeführt.[48]
- Emmanuel Faye deutet die Philosophie Heideggers als allein vom NS-Engagement her verständlich. Heidegger dürfe deshalb nicht als Philosoph bezeichnet werden.[49]
- Günter Figal: Die nationalsozialistische Revolution sei in ihrem antibürgerlichen Gestus seinem lebensreformerischen Impetus entgegengekommen. Da Heidegger den nationalsozialistischen „Aufbruch“ nicht habe auf seine Philosophie verpflichten können, habe er dann in seinen „Schwarzen Heften“ die eigene Philosophie revidiert, um an einer „volklich gegründeten Welt“ festhalten zu können. Was Heidegger gestört habe, sei nicht der Nationalsozialismus als Programm gewesen, sondern dessen alltägliche, ihm zu kleinbürgerlich erscheinende Realität. Was zuvor Teil von Heideggers genereller Kritik an der Moderne gewesen wäre, werde konkret ins Antisemitische gewendet. Jedoch lasse sich Heideggers Philosophie „von der Ideologie, die ihn zumindest eine Zeit lang beherrschte“ durchaus unterscheiden.[50]
- A. Lucker: Thomä kommt zu dem Ergebnis, dass es einen Zusammenhang zwischen der Philosophie Heideggers und dem politischen Heidegger von 1933 gebe, in Verbindung mit den internen Widersprüchen und dem Scheitern von Sein und Zeit 1927.[51]
- H. Ott versteht Heideggers Option für den Nationalsozialismus eher vom Bruch mit dem Katholizismus her.[52]
- Nach Dieter Thomä wäre allerdings die NS-Ideologie ein „Syndrom“ und kein „System“. Dem eklektizistischen Charakter dieser Weltanschauung entsprechend wäre „eine Festschreibung des Nationalsozialismus, an dem sich etwa Heideggers Texte wie bei einem Lackmus-Test prüfen lassen könnten, eine fast absurde Unternehmung.“ Thomä kommt deshalb zum Schluss, dass Heidegger seinerzeit, vom Innersten seines philosophischen Werkes herkommend, ins NS-Syndrom passte.[53]
- Slavoj Žižek vertritt die These, dass Heideggers Texte aus den 1930er Jahren „Möglichkeiten eröffnen, die in eine ganz andere Richtung“ als die NS-Politik weisen, nämlich in die einer „radikalemanzipatorischen Politik.“ Heidegger wäre Mitte der 1930er Jahre ein „künftiger Kommunist“: Seine Beteiligung am NS-Regime wäre nicht einfach ein Fehler, sondern vielmehr ein „richtiger Schritt in die falsche Richtung“, denn Heidegger lasse sich nicht einfach als völkischer Reaktionär abtun.[54]

#### Eintritt in die NSDAP
- Heideggers Mitgliedsnummer: 3125894[55]
- Die NS-Zeitung Der Alemanne begrüßte Heideggers Beitritt als Folge einer bereits langjährigen ideologischen Verbundenheit: „Wir wissen, dass Martin Heidegger in seinem hohen Verantwortungsbewusstsein, in seiner Sorge um das Schicksal und die Zukunft des deutschen Menschen mitten im Herzen unserer herrlichen Bewegung stand, wir wissen auch, dass er aus seiner deutschen Gesinnung niemals ein Hehl machte und dass er seit Jahren die Partei Adolf Hitlers in ihrem schweren Ringen um Sein und Macht aufs wirksamste unterstützte, dass er stets bereit war, für Deutschlands heilige Sache Opfer zu bringen, und dass ein Nationalsozialist niemals vergebens bei ihm anpochte.“[56]
- H. Flashar: „Es war dies kein spontaner, sondern ein lange vorbereiteter, nur vor den Freunden verborgener, jetzt aber spektakulär vollzogener Entschluss. Sichtlich wollte Heidegger erst das Rektorat unter Dach und Fach bringen, ehe er diesen Entschluss unternahm.“[57]

### Reaktion auf Kritik
- Eberhard Griesebach: „Von philosophischem Interesse sind jedoch die Aktionen Heideggers, gegen unliebsame Philosophien direkt vorzugehen: Das Buch »Gegenwart. Eine kritische Ethik« von Eberhard Griesebach, der 1930 in der Deutschen Vierteljahrsschrift für Literaturwissenschaft und Geistesgeschichte seine Kritik an Heideggers »Interpretation oder Destruktion?« veröffentlicht hatte, ließ Heidegger aus der Freiburger Bibliothek entfernen.[58]

### Rektorat

#### Denunziation
- Heiko Haumann/Dagmar Rübsam/Thomas Schnabel/Gerd R. Ueberschär: „… die Entlassung von jüdischen Lehrern, Hochschullehrern und anderen Personen des öffentlichen Lebens (…) oder die Ersetzung des eben erst gewählten Universitätsrektors Wilhelm v. Moellendorff durch Martin Heidegger am 21. April 1933, der dann am 1. Mai 1933 öffentlich der Partei beitrat und die nationalsozialistische Umwälzung begeistert feierte, (…) erhöhten den Druck auf diejenigen, die im Amt blieben, sich anzupassen, und ließen manche resignieren. Denunziationen wurden üblich, an denen sich – um nur das herausragende Beispiel zu nennen – auch Heidegger beteiligte.“[59]

#### „Gleichschaltung“
Rundschreiben des Rektorats Freiburg vom 5. Mai
- Bernd Martin: „In der bündigen Meldung, die der Diktion Heideggers entsprach, hieß es: 'In Vollzug der vom Ministerium angeordneten Gleichschaltung wurde mit Wirkung vom 22. April 1933 der ordentliche Professor der Philosophie Dr. Martin Heidegger zum Rektor der Universität Freiburg im Breisgau gewählt.'“[60]

#### Entlassungen
- Jonas Cohn schrieb in seinen Aufzeichnungen, er konnte – nachdem seine Beurlaubung infolge des Wagner-Erlasses aber am 28. Mai 1933 suspendiert wurde – seine Lehrveranstaltungen „ohne jede Störung“ wieder halten. Sein Sohn Hans Ludwig Gottschalk erinnert sich, daß Heidegger mit seiner Frau auch im Haus der Eltern zu Besuch war: „Als Rektor verhielt sich Heidegger dann völlig korrekt, forderte z. B. meinen Vater auf, weiterhin zu lesen, als mein Vater ihm nach dem 1. April anbot, die Vorlesungen einzustellen, da er keine Schwierigkeiten haben, noch mit dem ‚Hitlergruß‘ grüßen wolle.“ Am 15. Juli aber ließ Heidegger seinen Kollegen mit einem Schreiben wissen, dass er gemäß dem GWB vom Minister des Kultus in den Ruhestand versetzt wurde. Der Kontakt zu Heidegger war damit auch beendet.[61]

 Der Fall Paul Theodor Gustav Wolf
- Wikisource zu Gustav Wolf
- Bernd Grün: Paul Theodor Gustav Wolf, „der 1933 bereits 67 alt war, arbeitete nach seiner Promotion in Geschichte in Archiven in Karlsruhe, Dresden, Berlin und Wien, habilitierte sich 1899 für neuere Geschichte in Freiburg und erhielt im Juli 1916 den Titel eines außerordentlichen Professors. Die Ausnameregel des Berufsbeamtengesetzes griff nicht, da er kein Frontkämpfer und auch nicht bereits 1914 verbeamtet war. Nur bei Bewährung auf hervorragender Weise hätte eine Ausnahme gemacht werden können. Heidegger stellte dazu trocken fest: „[Es] sei unmöglich, bei Dr Wolf davon zu reden, dass er sich während seiner Tätigkeit als Beamter in hervorragender Weise bewährt habe.“ Wolfs Lebenslauf war aus akademischer Sicht alles andere als geradlinig verlaufen, und er hatte nie einen Ruf auf ein Ordinariat erhalten. Letztlich brach nur Staatsrat Paul Schmitthenner einen Lanze für Wolf und empfahl, ihm aufgrund seiner „14jährigen Zugehörigkeit zur DNVP“ die Lehrbefugnis nicht zu entziehen oder ihm „zum mindesten eine fortlaufende angemessene Vergütung“ zu bewilligen. Das badische Kultusministerium schloss sich schließlich Heideggers Meinung an und hob den Lehrauftrag von § 3 des Berufsbeamtengesetzes auf.“[62]
- Dargleff Jahnke: „In der Liste der entlassenen Hochschulangestellten der Universität Freiburg ist ein Mitglied des Hist. Vereins vermerkt: Prof. Gustaf Wolf (1865–1940), außerordentlicher Professor für Neuere Geschichte. Wegen seiner jüdischen Abstammung wurde er aufgrund des 'Gesetzes zur Wiederherstellung des Berufsbeamtentums’ in den Ruhestand versetzt. (hierzu Anmerkung 212: Vgl. GLA, 235/5007, Liste der entlassenen Hochschullehrer in Freiburg; abgedruckt auch bei Bernd Martin: Die Entlassung der jüdischen Lehrkräfte an der Freiburger Universität und die Bemühungen um ihre Wiedereingliederung nach 1945, in: Freiburger Universitätsblätter 129 (1999), S. 7–46, hier S. 36.) Wolf ist in der Zeitschriftenabgabenliste des HV vom Mai 1939 unter den Mitgliedern vermerkt und war demnach bis zu seinem Tod 1940 im Verein.“[63]
- Julia Meier: „Doch auch Heidegger unterstützte nicht jeden betroffenen Kollegen. Als Beispiel sei hier der Fall des Historikers Paul Wolf genannt. Dieser musste 1933 die Universität verlassen, weil keine der Ausnahmebestimmungen des GWB auf ihn zutraf und Heidegger ihm keine Rückendeckung gab, sondern vielmehr betonte, dass er sich als Wissenschaftler nicht besonders hervorgetan hatte. Heideggers Beweggründe sind nur schwer zu rekonstruieren …“[64]
- Klaus Schwabe, Rolf Reichardt (Hrsg.): „An neueren Historikern haben wir Michael, Wolf, Berney und Stadelmann – bereits einen zuviel für eine mittelgroße Universität.“ Fn. 2: „Wolfgang Michael (1862–1945), Paul Wolf (1865–1940), Arnold Berney (1897–1943), Historiker an der Univ. Freiburg, nach 1933 zwangspensioniert bzw. entlassen.“[65]

#### Plakat „Wider den Undeutschen Geist“ („Judenplakat“)

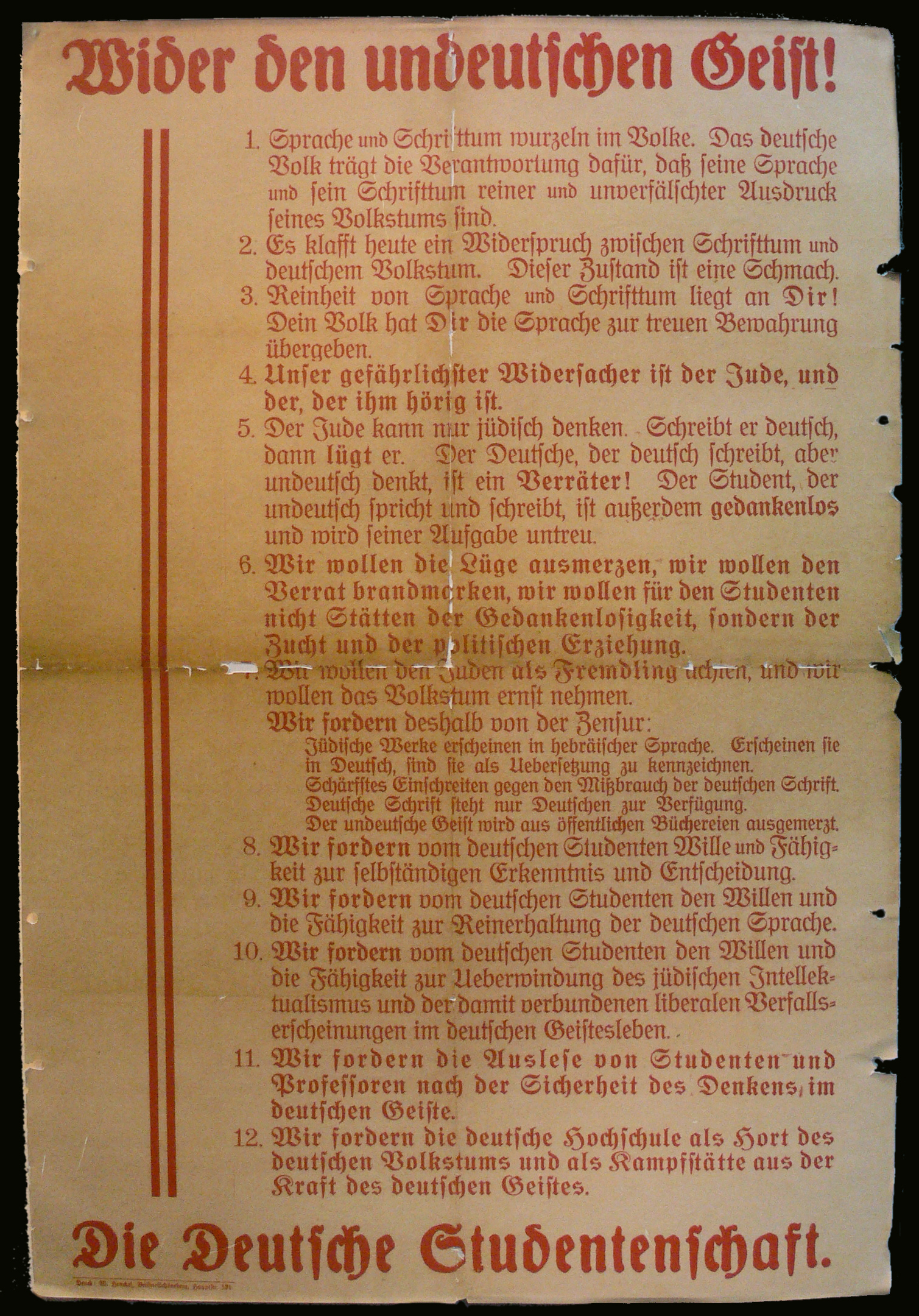
Im April 1933 initiierte die Deutsche Studentenschaft die „Aktion wider den undeutschen Geist“

- Emmanuel Faye weist darauf hin, dass es für das Verbot keinen schriftlichen Beleg gebe; im Gegenteil: Heidegger habe am Tag nach der Rektoratsübernahme in einem Brief die verstärkte Zusammenarbeit mit dem NSDStB vorgeschlagen.[66]
- Hans Ludwig Gottschalk: Heidegger habe „versucht, vermeidbare antisemitische Ausschreitungen der Studenten zu verhindern“: Als die Studenten zu ihm kamen und um seine Erlaubnis baten, einen Erlass anzubringen, „Jüdische Professoren sollen auf Hebräisch veröffentlichen“ (die These 7 „wider den undeutschen Geist“), habe er die Genehmigung mit der Bemerkung abgelehnt, „‚ein jeder blamiert sich so gut er kann‘.“ Auch habe Heidegger weder Gottschalks Vater noch ihm „die Benützung der Universitätsbibliothek verboten oder erschwert.“[67]
- Hugo Ott bezweifelt das Gewicht eines solchen Verbots, das vielleicht auch schon aus „ästhetischen Gründen“ angebracht wäre.[68]
- Holger Zaborowski: „1945 erwähnt Heidegger, er habe sich als Rektor gegen die Aushängung des ‚Judenplakates‘ in der Universität ausgesprochen. (GA 16, 382) Es konnte bislang nicht nachgeprüft werden, ob dies den historischen Tatsachen entspricht. Allerdings wird Heidegger in einem Text, dessen erste Leser sich an viele Ereignisse des Jahres 1933 noch erinnern konnten, auch nicht bewusst gelogen haben.“[69]

#### Reaktionen auf das Rektorat
- F. Cattaneo: „Die Debatte um Heidegger entfesselte sich schon mit seiner Ernennung zum Rektor, die in Deutschland mit enthusiastischen Akzenten aufgenommen, im Ausland aber in nicht wenigen Fällen mit Bestürzung rezipiert und von herben Kritiken begleitet wurde“ („Il dibattito intorno a Heidegger si scatenò già con la sua assunzione del rettorato, che in Germania fu accolta con accenti entusiastici, ma che all’estero fu in non pochi casi recepita con sbigottimento e accompagnata da severe critiche.“)[70]
- Der spanische Poet Antonio Machado grenzt Heidegger 1936 vom Hitlerismus und dem nationalsozialistischen Deutschland ab: „Es ist Martin Heidegger, wie der unselige Max Scheler, ein Deutscher erster Klasse, einer von jenen, die, sagen wir es nebenbei, nichts zu tun haben, was immer seine politische Position sei, die zu ignorieren mir gefällt, mit jenem Deutschland unserer Tage, dem abscheulichen und verabscheuten Deutschland des Führers, diesem von Spießern vergöttertem Kleingeist – frei von vielen Zweifeln – der allenthalben Späne wiederkäut – und nur Späne – die philosophischen Gedanken von Friedrich Nietzsche und, natürlich, das trockene Futter der Gobineaus, Chamberlains, Spenglers etc. etc. Es gibt bei Heidegger – neben vielen anderen Einflüssen – den nietzscheschen Einfluss, aber den des guten Nietzsche, subtil und tiefgründig psychologisch, der so sehr darum kämpfte, den philosophischen Gedanken wieder eben jenen Wassern des Lebens (Teresa von Ávila) näherzubringen.“ – „Der heideggerianische Mensch ist der Gegenpol des Germanen von Hitler.“[71]

#### Reden als Rektor und Reaktionen
Reaktionen auf die Antrittsrede
- Absage der Rundfunkübertragung – Brief von Wolfgang Aly an Heidegger, 26. Mai, 1933: „Euer Magifizenz teile ich ergebenst mit, daß die von zahlreichen Kollegen gewünschte und von der hiesigen Kreisleitung der NSDAP unterstützte Übertragung Ihrer morgigen Rede auf den Rundfunk vom Reichskommissar abgelehnt ist. Das ist mir umso bedauerlicher, als wir in Ihrer morgigen Rektoratsübernahme dasjenige Ereignis sehen, durch das die deutsche Universität sich öffentlich in den neuen Staat hineinstellt. Wir sind stolz, daß dies gerade in Freiburg der Fall sein wird und hoffen, daß auch so Ihre Worte das ihnen zukommende Gehör finden werden. Heil Hitler.“[72]
- Karl Ballmer: „Kraft seines philosophischen Führertums offenbarte Martin Heidegger als Rektor einer deutschen Universität im Frühjahr 1933: Die Aufgabe der Wissenschaft sei nicht, Wissen zu verbreiten. Aufgabe der Wissenschaft sei nicht das Wissen, sondern das Fragen. Das geistige Brot, welches die Wissenschaft dem Volke zu spenden habe, sei als ein höchstes und letztes ein Fragen, ein standhaft heroisches Aushalten im Fragen. – Wer unbefangenerweise bisher der Meinung war, Wissenschaft sei Wissen, schlechterdings Wissen – (…) –, wird sich unter der Zucht der Meister der Philosophie solche populäre Meinung abgewöhnen müssen.“ Hamburg, Juli 1933.[73]
- Benedetto Croce (Januar 1934): „Aber würde er sich wirklich auf sein moralisches Bewusstsein stützen (jeder Mensch hat es, so wird auch er es haben), so würde er vielmehr sagen, dass die erste Pflicht, der Studenten und der Professoren, der timor Dei ist, wie es auf dem Giebel der Sapienza von Rom [Universität] geschrieben steht.

(…)
Ein Verfasser unbestimmter Spitzfindigkeiten, einen akademischen Proust imitierend, derselbe, der in seinen Büchern nie ein Zeichen davon gegeben hat, sich für die Geschichte, für die Ethik, die Politik, die Poesie, die Kunst oder das konkrete geistige Leben und seine vielen Formen zu interessieren oder etwas davon zu verstehen – schon das eine Dekadenz angesichts der Philosophen, der wahren Philosophen, Deutscher vergangener Zeiten, der Kants, der Schellings, der Hegels! - begibt sich heute plötzlich in die Tiefen eines höchst verfehlten Historismus, in jenen, der die Geschichte verneint, für den der Verlauf der Geschichte platt und materialistisch als Bejahung von Ethnizismen und Rassismen konzipiert wird, als Zelebrierung der Taten der Wölfe und Füchse, der Löwen und Schakale, wobei der einzige und wahre Protagonist abwesend ist: die Menschlichkeit.
(…)
Und so eignet er sich oder bietet sich dazu an, philosophisch-politische Dienste zu leisten: was selbstverständlich eine Art ist, die Philosophie zu prostituieren, ohne damit der Sachpolitik irgendeinen Zugewinn zu verschaffen, und überhaupt, denke ich, auch nicht der nicht-sachorientierten, die mit solche hybriden Spitzfindigkeiten gar nichts anzufangen weiß …“
- Oswald Kroh (6. November 1933), sagte in Tübingen in einer akademischen Festrede: dass es dem Gedanken und dem „Erziehungsauftrag der Hochschulen nicht entspräche“.[75]
- Karl Löwith, 1940: „Der ‚Arbeits‘ und ‚Wehrdienst‘ wird eins mit dem ‚Wissensdienst‘, so daß man am Ende des Vortrags nicht weiß, ob man Diels’ Vorsokratiker in die Hand nehmen soll oder mit der SA marschieren.“[76]
- Adolf Rein, neuer Rektor der Universität Hamburg, 5. November 1934, Bekenntnis zum Nationalsozialismus und zu Heideggers „Trias“ (Arbeitsdienst, Wehrdienst, Wissensdienst).

 Heidelberger Rede (30. Juni 1933)
- Gerd Tellenbach: „Zu den schwersten psychischen Belastungen in dieser unseligen Zeit, gehörte für mich ein Vortrag, den Martin Heidegger am 30. Juni 1933 über die Universität im Dritten Reich in der dicht besetzten Aula der Universität Heidelberg hielt. (…) Nun sah ich ihn zum ersten Mal und hörte voller Spannung zu, mit wachsendem Entsetzen, bitter enttäuscht über diesen, von mir so hochgestellten Mann, empört und traurig. Aber die pauschale Beschimpfung der Professoren, die für die neuen Aufgaben unfähig seien, kannte kaum Grenzen. Die angeblich ziellose Forschung und die ziellose Lehre an den Universitäten wurde hemmungslos angeprangert. Da sprach ein leidenschaftlicher Nationalsozialist, ohne politisches Verantwortungsgefühl, ohne Willen zu gerechter Differenzierung. Und es blieb ja 1933 nicht beim Reden. (…) Wenn der weltberühmte Philosoph von der Größe und Herrlichkeit dieses Aufbruchs überzeugt war, warum sollte man sich da eigentlich nicht auch für das Dritte Reich begeistern können oder wenigstens hundert Schwierigkeiten durch Anpassung ausweichen? Und viele fanden es, wie zu allen Zeiten, doch gar zu hart, gegen den Strom zu schwimmen.“[77]

Rede vom 30. Januar 1934 – Nationalsozialismus und Revolution
- Victor Farías leitet aus dieser Position Heideggers dessen Nähe zur SA und zum revolutionären Flügel der NSDAP (Ernst Röhm) ab, weshalb deren Ausschaltung im Sommer 1934 auch mit Heideggers Rückzug von seinem NS-Engagement zusammenfalle.[78]
- Laurence Hemming betont, Heidegger unterscheide ständig zwischen der NS-Partei und der „Bewegung“, die sie zur Herrschaft gebracht habe. Daher solle er genauso wie Marx als ein politisch revolutionärer Denker betrachtet werden.[79]
- Felix O’Murchadha urteilt: Heidegger wäre ein „Opfer der Kehrseite von Tocquevilles Beobachtung“: Zwar geschehe eine Revolution überraschend. Dennoch könne sie nicht gegen jede Erwartung geschehen. Heidegger habe den „modalen Charakter des Revolutionären“ verkannt, und zwar „gegen die Tendenz seiner eigenen Philosophie“. Eine Revolution sei nämlich „eine Möglichkeit, die nie ‚verwirklicht‘ werden“ könne, sondern immer nur Möglichkeit bleibe. Die Umwandlung des von Heidegger in Sein und Zeit entwickelten Möglichkeitsbegriffs führe zu einem solchen Resultat.[80]
- Hugo Ott kritisiert die These von V. Farias, da Heidegger am Ende seines Rektorates eher im Konflikt mit SA-Studenten stand.[81]
- Rüdiger Safranski stellt einige Überlegungen zu den Gemeinsamkeiten der Studentenrevolte von 1967 und den Reformbestrebungen von 1933–1934 an.[82]

#### Rundbrief an Adolf Hitler
- Von Heidegger unterzeichneter Rundbrief an Adolf Hitler: „Ich bitte ergebenst um Verschiebung des geplanten Empfanges des Vorstandes des Verbandes der deutschen Hochschulen bis zu dem Zeitpunkt, in dem die Leitung des Hochschulverbandes im Sinne der gerade hier besonders wichtigen Gleichschaltung vollzogen ist. Nur ein aufgrund der Gleichschaltung neu gewählter Vorstand besitzt das Vertrauen der Hochschulen. Zudem ist dem bisherigen Vorstand das schärfste Mißtrauen der Deutschen Studentenschaft ausgesprochen worden. Ich bitte deshalb um Verschiebung des Empfanges bis nach der am 1. Juni stattfindenden Neuwahl des Vorstandes.“[83]
- T. Kisiel: Unter dem Deckmantel der schon in vollem Gange „Gleichschaltung“ gedachte Heidegger die politische Revolution mit einer zweiten und tieferen Revolution unter der Führung der deutschen Universität zu ergänzen.[84]
- Laut Gerhard Ritter meinte Heidegger, Hitler „solle nicht auf die Vorstellungen der Rektorenkonferenz hören, das wären alles antiquierte Gestalten des vorigen Jahrhunderts, Liberalisten und dergleichen“.[85]
- H. Zaborowski: Heidegger wollte seine Bereitschaft zur Mitarbeit signalisieren. Was seiner Ansicht nach aber „vollzogen“ werden sollte, war nicht einfach eine parteipolitische Vorgabe, sondern seine eigene Idee zur Universitätsreform.[86]

#### Möllendorffs Rücktritt, Heideggers Kandidatur
- H. Flashar zu Schadewaldts Rolle: „Dass Schadewaldt am Ostersonntag noch einmal Sauer mit dem gleichen Anliegen aufsuchte, ist eigentlich nur unter der Annahme erklärbar, dass er unter schwerem Druck (wahrscheinlich auch von Seiten Heideggers selber) stand.“ Sauer traute Heidegger das Amt nicht zu, m. Anm. 14: Tagebucheintrag von Sauer am 16. April 1933.[87]
- Helmut Heiber sieht das NS-Kampfblatt als Ursache für von Möllendorffs Rücktritt: „Der erste Rektor ist ja schon am Vortag gefallen, Möllendorff in Freiburg, dessen Abgang durch den Angriff im ‚Alemannen‘ zum Sturz Hals über Kopf geworden ist. An diesem 21. wird sein Nachfolger gewählt – dem Möllendorff-Vorschlag gemäß, wenn auch in etwas gedrückter Stimmung.“[88]
- Pöggeler zu Sauers anfänglicher Weigerung, Heidegger zum Kandidaten zu ernennen: „Aus dem Tagebuch Sauers kann Ott nachweisen, daß der amtierende Rektor und Prälat am Karfreitag (14. April) den Besuch des jungen Gräzisten Wolfgang Schadewaldt bekam, der Heidegger – an Stelle des gewählten von Möllendorff – als Rektor vorschlug. Obgleich Schadewaldt am Ostersonntag (!) den gleichen Vorschlag machte, blieb Sauer bei der Ablehnung – er hielt an von Möllendorff fest. Die Dinge entwickelten sich dann überstürzt so, daß von Möllendorff selbst Heidegger als Rektor, jedoch zugleich Sauer als Prorektor vorschlug, Heidegger überhaupt in einen gemäßigten Senat eingebunden wurde.“[89]
- Ders.: „Wolfgang Schadewaldt hatte als junger Professor 1933 Heidegger zum Rektor der Freiburger Universität vorgeschlagen (damit nicht, wie man damals meinte, ein vielfach gefährdeter Augenblick gänzlich verfehlt werde). (…) Sicher ist, daß Heidegger schon vor der Wahl zum Rektor in einer ‚kulturpolitischen Arbeitsgemeinschaft deutscher Hochschullehrer‘ zugunsten der ‚nationalpolitischen Erziehung einer führenden Ausleseschicht‘ gearbeitet hat. Es war dann der Graezist Wolfgang Schadewaldt, der Heidegger als Rektor ins Spiel brachte. Weder kann man diese Gruppe auf Nationalsozialismus festlegen, noch Heidegger von der nationalsozialistischen Fraktion abtrennen. Bestärkt fühlte Heidegger sich durch Jaspers, dem er offenbar im März 1933 über die Aktivitäten von Baeumler und Krieck berichtet hatte, der selber an Universitätsreformplänen arbeitete und davon enttäuscht war, daß der Rektor Heidegger ihn ungenügend berücksichtigte.“[90]
- Josef Sauer, der bis zum 15. April 1933 Rektor der Freiburger Universität war, am 14. April (Tagebucheintrag): „Dann kam Schwadewaldt und blieb bis 1/2 2 Uhr. Er besprach die Frage der Gleichschaltung an unserer Universität und ob man nicht Heidegger zum Rektor nehmen soll. Ich wandte ein, daß der für das eigentlich Verwaltungsmäßige und Geschäftliche, das heute sehr viel schwieriger als früher sein würde, kaum in Frage komme … Ich betonte, daß immer noch Möllendorff da sei und wohl die beste Eignung habe.“[91]
- H. Zaborowski: „Gerhard Ritter verweist aus der späteren Erinnerung darauf, dass Schadewaldt Möllendorff zum Rücktritt gedrängt habe (Gerhard Ritter, »Selbstzeugnis 3«, 779 f.).“

#### Telegramme
- Telegramm vom 8. Mai 1933 an Ernst Krieck, NS-Rassentheoretiker und neuer Rektor der Universität Frankfurt: nach den „herzlichsten Glückwünschen“ telegrafiert Heidegger: „Ich vertraue auf eine gute Kampfgenossenschaft. Sieg Heil!“[92]
- Telegramm vom 9. Mai 1933 an den NS-Gauleiter Robert Wagner, „Hocherfreut über die Ernennung zum Reichsstatthalter grüßt den Führer der heimatlichen Grenzmark mit einem kampfverbundenen Sieg Heil der Rektor der Universität Freiburg i. Br. Gez. Heidegger.“[93][94]

#### NS-Rassenpolitik
- Bernd Martin: „Erst einen Monat nach der vorerst verfügten Beurlaubung der jüdischen Kollegen befaßte sich die Fakultät mit dem erzwungenen Ausscheiden von etwa 20 % der Lehrkräfte und sah in der Hoffnung auf eine geregelte, endgültige Durchführung des Gesetzes von Eingaben ab. Schließlich rang sie sich auf Einzelantrag Schadewaldts doch im Falle Fraenkels zu einem Begleitschreiben an das Ministerium durch, dem sich Heidegger, wie in anderen Fällen, sogleich anschloß. In der Rassenpolitik ging Heidegger nicht mit dem Regime konform, scheint sich aber gegen die Umgestaltung der Fakultät nach rassepolitischen Gesichtspunkten auch nicht gerade gewehrt zu haben.“[95]
- Ders.: Heidegger „wollte die Gemeinschaft aller Lehrenden und Lernenden, ungeachtet ihrer rassischen Herkunft oder politischen Verstrickungen, in die revolutionär- idealistische Umgestaltung der Volksgemeinschaft als Elite einbinden und der nationalen Revolution der Nationalsozialisten […] einen geistigen Sinn geben.“[96]
- Hugo Ott: Privatdozenten und Assistenten konnten sich kaum auf seine Unterstützung verlassen.[97]

### Nach dem Rektorat

#### Vorlesungen
Das Zitat der „inneren Wahrheit und Größe des Nationalsozialismus“ (1935/1953)

Zum Vorhalt der Veränderung oder Manipulation des Zitates bei der Drucklegung 1953:
- Rainer Marten, der als Student bei der Überarbeitung der Vorlesung behilflich war: „Als wir ihm 1953 zu dritt bei der Drucklegung der Vorlesung raten, in der Vorahnung ihrer öffentlichen Wirkung die Wendung ‚mit der inneren Wahrheit und Größe des Nationalsozialismus‘ […] zu streichen, ändert er statt dessen das zweite „Nationalsozialismus“ in „Bewegung“ und fügt danach die Klammer ein“, die auch in den Korrekturfahnen noch nicht gegeben war. Doch um 1935, so Marten, gebe es für Heidegger noch nicht die Sicht „eines zur technischen Vernutzung des Seienden pervertierten Nationalsozialismus“. Die Wendung spreche also „eindeutig“ zugunsten eines „philosophisch für echt und gut erkannten Faschismus“.[98]
- Hugo Ott: „Wir verdanken Otto Pöggeler (…), der den Komplex nochmals regelrecht durchwalkt hat, die endgültige Präzisierung. Wir sehen jetzt deutlich, daß Heidegger im Sommersemester 1935 gegen Schluß der Vorlesung (…) folgende Sätze gesprochen hat: [folgt das Zitat, das zweimal ‚Nationalsozialismus‘ nennt und den Klammertext weglässt] (…)“[99]
- Otto Pöggeler: „Walter Bröcker will sich (nach seiner mündlichen und brieflichen Mitteilung) mit Gewißheit daran erinnern, dass Heidegger im mündlichen Vortrag nicht 'des N.S.' gesagt habe und nicht ‚dieser Bewegung‘, sondern ‚der Bewegung‘. ‚Und mit »die Bewegung« bezeichneten die Nazis selbst und nur sie den NS. Darum war mir Heideggers »der« unvergeßlich.‘“[100]

Kommentare zu dem Zitat:
- Hannah Arendt schrieb 1967, Heidegger habe den Satz „wahrscheinlich drin gelassen, um unter der Hand zu erklären, wie er den Nationalsozialismus einschätzte, nämlich als ein Aufeinanderprallen von globaler Technologie und dem modernen Menschen“.
- Babette E. Babich: Die Klammer entspreche Heideggers Behauptung, die techno-rationalistische Weltanschauung des Nationalsozialismus wäre im Wesen nicht anders als amerikanische oder russische Alternativen.[101]
- Jürgen Habermas: Der Satz zeige, „daß sich Heidegger von seiner anfänglichen politischen Option bis zum Ende des Krieges keineswegs gelöst“ habe: „Während bisher die nationale Revolution mit ihren Führern an der Spitze eine Gegenbewegung zum Nihilismus darstellte, meint Heidegger nun, daß sie ein besonders charakteristischer Ausdruck, also ein bloßes Symptom jenes verhängnisvollen Geschicks der Technik sei, dem sie doch einst entgegenwirken sollte.“[102]
- Holger Zaborowski: „Wir möchten hier die Frage, wie dieses Zitat abschließend zu deuten sei, offenlassen.“[103]
- Stefan Zenklusen zufolge sei „die seinsgeschichtlich ‚positive‘ Funktion“ festgehalten, welche die „Bewegung“ durch die Aussage erhalte. Wohl distanziere sich Heidegger „vorsichtig von der faktischen Wirklichkeit“ des Nationalsozialismus, dessen „innere Wahrheit und Grösse“ biete er „nichtsdestoweniger als Potential auf, durch das die fade Verfallenheit des Durchschnittlichen wieder aufgehoben“ würde.[104]

#### Zur Namensliste des Ausschusses für Rechtsphilosophie, BArch R 61/30, Blatt 171
- Das Dokument ist eine undatierte Liste von 12 Namen, mit Titeln und Adressen, ohne weiteren Text. Die Namen sind: Hans Frank, Carl August Emge, Viktor Bruns, Hans Freyer, Martin Heidegger, Ernst Heymann, Erich Jung, Max Mikorey, Wilhelm Kisch, Alfred Rosenberg, Erich Rothacker, Carl Schmitt
- Kaveh Nassirin: Zu einigen Namen, die das Dokument auflistet, wird bezüglich anderer Forschermeinungen dargelegt, dass die Personen „teils aus Gründen eines dokumentierten und mit der dortigen Darstellung unvereinbaren anderweitigen Aufenthaltes in jenem Zeitraum, teils aus weltanschaulichen Gründen nicht an der Vorbereitung der Nürnberger Gesetze und nicht am Holocaust teilgenommen haben können. Es wird zudem darauf hingewiesen, dass F. Rastier diese korporative und schwere Anklage ganz ohne jeden Beleg oder gar Beweis führt.“[105]
- Ders.: In der Akademie für deutsches Recht wurde seit 1939 für die Umwandlung des BGB in ein „Volksgesetzbuch“ „'zur Vorbereitung der Arbeitssitzungen über die einzelnen Gebiete an rund 85 Wissenschaftler und Praktiker das Ersuchen um Gutachten und Referate gerichtet'. Es ist mithin belegt, dass die ADR für das ‚Volksgesetzbuch‘ Wissenschaftler zwecks Gutachten anschrieb, und so ist die Liste der einstigen Mitglieder des Ausschusses mit hoher Wahrscheinlichkeit ein Verzeichnis der Namen von Gutachtern, die für die ADR schon tätig waren und die nun als potentiell verfügbar galten, um sich zu einzelnen Fragen, sei es zum Familienrecht oder zu anderen Rechtsgebieten, möglicherweise auch zur Definition des 'Volksgenossen', zu äußern. Ob die auf Blatt 171 genannten Personen tatsächlich kontaktiert wurden, geht aus dem Blatt nicht hervor und kann einstweilen auch aus keinen anderen Dokumenten erwiesen oder widerlegt werden. Es ist also ungewiss, ob die Personen auf der Liste von der Existenz der Liste wussten.“[106]

#### Freistellung vom „Volkssturm“
- Heidegger im Spiegel-Gespräch, 1966: „Der Rektor Wilhelm Süss hatte die ganze Dozentenschaft eingeladen in den Hörsaal 5. (…) Er würde jetzt die ganze Dozentenschaft einteilen in drei Gruppen: erstens Ganz-Entbehrliche; zweitens Halb-Entbehrliche; und drittens Unentbehrliche. An erster Stelle der Ganz-Entbehrlichen wurde genannt: Heidegger, des Weiteren G. Ritter. Im Wintersemester 1944/45, nach Beendigung der Schanzarbeiten am Rhein, hielt ich eine Vorlesung unter dem Titel: 'Dichten und Denken' (…). Nach der zweiten Stunde wurde ich zum Volkssturm eingezogen, der älteste Mann unter den einberufenen Mitgliedern des Lehrkörpers.“[107]
- Rudolf Augstein, 1989: „Rühmte sich der 55jährige Heidegger nicht seiner bäuerlichen Gesundheit? Umfaßte der Volkssturm nicht Männer bis zu 60 Jahren? War es nicht besser, den Hölderlinschen Heimatboden gegen die zum Philosophieren unfähigen Alliierten, womöglich Franzosen, mit der Schippe oder der Flinte in der Hand zu verteidigen, als zweideutige Vorlesungen über Nietzsche zu halten?“[108]
- Bernd Martin: „Als die alliierten Streitkräfte bereits am Rhein standen, meldete das Rektorat nach entsprechenden Recherchen die an der Philosophischen Fakultät noch vorhandenen, d. h. nicht einberufenen Lehrkräfte. Insgesamt umfaßte die Liste 22 Personen, die Hälfte davon Ordinarien. Sie waren allesamt entweder ausgemustert, entlassen, bedingt kriegsverwendungsfähig oder unabkömmlich gestellt. Nur der älteste Parteigenosse, der Altphilologe Aly, diente im letzten Aufgebot, dem Volkssturm, vermutlich mit dem Spaten bei Schanzarbeiten am Tuniberg.“[109]

### Rückblicke nach 1945

#### Enttäuschungen
- Gerhard Ritter berichtete 1962: „In Wirklichkeit war die Enttäuschung eine ungeheure, denn Heidegger ging nun mit vollen Segeln im nationalsozialistischen Fahrwasser vor, ziemlich diktatorisch, hielt vor der Studentenschaft Reden, in denen er über das akademische Herkommen höchlich lästerte und zu Wehrdienst, Lehrdienst und Arbeitsdienst, nebeneinandergestellt in einer ausgeprägt nationalsozialistischen Weise, aufrief.“[110]
- Der damalige Privatdozent Gerd Tellenbach brachte 1949 seine Enttäuschung zum Ausdruck: „Zu den schwersten psychischen Belastungen in dieser unseligen Zeit, gehörte für mich ein Vortrag, den Martin Heidegger am 30. Juni 1933 über die Universität im Dritten Reich in der dicht besetzten Aula der Universität Heidelberg hielt. Ich war als Privatdozent im ersten Semester dabei. In meinen römischen Jahren hatte ich ‚Sein und Zeit‘ mehrfach gelesen, war sehr davon beeindruckt und glaubte, vieles darin zu finden, was unsere Zeit gestaltet hatte und weiter gestalten könnte. Nun sah ich ihn zum ersten Mal und hörte voller Spannung zu, mit wachsendem Entsetzen, bitter enttäuscht über diesen, von mir so hochgestellten Mann, empört und traurig. Aber die pauschale Beschimpfung der Professoren, die für die neuen Aufgaben unfähig seien, kannte kaum Grenzen. Die angeblich ziellose Forschung und die ziellose Lehre an den Universitäten wurde hemmungslos angeprangert. Da sprach ein leidenschaftlicher Nationalsozialist, ohne politisches Verantwortungsgefühl, ohne Willen zu gerechter Differenzierung. Und es blieb ja 1933 nicht beim Reden. Man muss wissen, wie viele sich in diesem Sommer dem Nationalsozialismus anzupassen versuchten, […] Tausende von denen, auf die ich gebaut hatte, fielen unter Heideggers Einfluss um. Diese Erfahrung habe ich nie verwunden. Wenn der weltberühmte Philosoph von der Größe und Herrlichkeit dieses Aufbruchs überzeugt war, warum sollte man sich da eigenlicht nicht auch für das Dritte Reich begeistern können oder wenigstens hundert Schwierigkeiten durch Anpassung ausweichen? Und viele fanden es, wie zu allen Zeiten, doch gar zu hart, gegen den Strom zu schwimmen.“[111]

#### Zur Frage der Moral
- Emmanuel Lévinas betrachtete Heideggers politisches Engagement als eine fatale Fortsetzung seines ontologischen Denkens in dem Sinn einer philosophischen Tradition, die Anerkennung der Moral als „erste Philosophie“, nicht kenne.[112]